# テヅルモヅル
テヅルモヅル（手蔓藻蔓、手蔓縺）とはクモヒトデ綱（蛇尾綱）のツルクモヒトデ目またはその中のテヅルモヅル科の棘皮動物の総称である。
1,000メートルくらいまでの海底に棲む。ほかのクモヒトデと同じように腕は5本あるがその腕が数十回も枝分かれし、触手となる。生息地では海中にこの触手を広げ、デトリタスなどを集めて食べている。取り上げられると、この触手は互いに絡み合ってごちゃごちゃの塊となる。底引き網に入網すると触手がちぎれて取り除くのに手間がかかり、漁師には嫌われる存在である。

## 分類
以下の科がある。種、亜種については一部のみ示す。
- Euryalida ツルクモヒトデ目
  - Asteronychidae キヌガサモヅル科
  - Euryalidae ユウレイモヅル科
    - Euryale aspera ユウレイモヅル

  - Gorgonocephalidae テヅルモヅル科
    - Gorgonocephalus eucnemis オキノテヅルモヅル
    - Astrocladus coniferus セノテヅルモヅル
    - Astrocladus coniferus dofleini イボテヅルモヅル